# Lijst van burgemeesters van Heel
Dit is een lijst van burgemeesters van de voormalige Nederlandse gemeente Heel. 

Op 1 januari 1821 werd Heel samengevoegd met Panheel, een deel van de toenmalige gemeente Pol en Panheel, tot de gemeente Heel en Panheel. Op 1 januari 1991 fuseerden deze gemeente Heel en Panheel, met de gemeente Beegden en Wessem tot een gemeente die wederom de naam Heel kreeg. Op 1 januari 2007 is die gemeente op haar beurt samen met de gemeenten Maasbracht en Thorn opgegaan in de nieuwe gemeente Maasgouw.

## Voor 1821
| Ambtsperiode | Naam burgemeester          | Partij of stroming | Bijzonderheden                               |
| ------------ | -------------------------- | ------------------ | -------------------------------------------- |
| ??           | ??                         |                    |                                              |
| 1804 - 1809  | J. Joosten                 |                    |                                              |
| 1809         | Cuypers                    |                    |                                              |
| ??           | ??                         |                    |                                              |
| 1816 - 1819  | Henricus Mathias Hamaekers |                    |                                              |
| 1819 - 1820  | Petrus Mathias Haegeraets  |                    | Aansluitend burgemeester van Heel en Panheel |

## Vanaf 1991
| Ambtsperiode | Naam burgemeester               | Partij of stroming | Bijzonderheden                               |
| ------------ | ------------------------------- | ------------------ | -------------------------------------------- |
| 1991 - 1995  | J.J.M. Simons                   | CDA                | Voorafgaand burgemeester van Heel en Panheel |
| 1996 - 2003  | Karel (K.W.Th.) van Soest       | VVD                |                                              |
| 2003 - 2007  | Margot (M.T.P.) Hofman-Ruijters | CDA                | Waarnemend                                   |